# Dendropaemon
Dendropaemon là một chi bọ cánh cứng thuộc họ Scarabaeidae.